# Francesco Tommasiello
Francesco Tommasiello (Solopaca, 22 giugno 1934 – Roma, 25 ottobre 2005) è stato un vescovo cattolico italiano.

## Biografia
Monsignor Francesco Tommasiello nasce il 22 giugno 1934 a Solopaca, un comune italiano in provincia di Benevento. Da ragazzo riceve la vocazione ammirando con entusiasmo la vita sacerdotale ed entra verso l'inizio degli anni cinquanta nel seminario vescovile di Cerreto Sannita per poi frequentare in seguito il seminario regionale di Salerno e la facoltà teologica di Posillipo.
Il 15 agosto 1959 riceve l'ordinazione presbiterale dal vescovo Felice Leonardo nella cattedrale di Cerreto Sannita.
Svolge il ruolo di parroco per un certo periodo nella comunità parrocchiale di Cusano Mutri, rettore del seminario diocesano e direttore di un convitto realizzato e portato a termine in nome del vescovo napoletano Luigi Sodo, nonché vescovo della diocesi di Cerreto dal  1853 al 1895, anno in cui muore.
In questo suo rispettivo periodo religioso svolge vari incarichi fondamentali come arcidiacono del capitolo cattedrale e vicario generale della diocesi.
Il 15 luglio 1989 viene nominato vescovo della diocesi di Teano-Calvi da Papa Giovanni Paolo II.
Riceve la consacrazione episcopale nella cattedrale di Cerreto Sannita il 7 ottobre dello stesso anno dal cardinale Michele Giordano, arcivescovo di Napoli, coconsacranti il vescovo Felice Leonardo e l'arcivescovo Carlo Minchiatti.
Viene nominato come secondo vescovo di Teano-Calvi a seguito dell'unificazione delle diocesi di Calvi e Teano dopo la guida dell'arcivescovo Felice Cece, che ha governato quest'ultima diocesi come primo vescovo di Teano-Calvi per quasi cinque anni.
Nel 1990 incorona la Madonna della Stella della piccola comunità parrocchiale di Riardo in piazza Vittoria, con la presenza di tutti i presbiteri della diocesi, in occasione dei dieci anni dell'incoronazione avvenuta rispettivamente nel 1980 dal cardinale pugliese Corrado Ursi, arcivescovo di Napoli.
Nel 1994 elabora un piano pastorale dal titolo Camminiamo insieme, suddiviso in varie tappe per il raggiungimento della spiritualità. Quest'ultimo progetto ebbe il suo compimento nel 2002 ed è rimasto un documento  spirituale per tutta la diocesi di Teano-Calvi. Il progetto fu pubblicato ufficialmente il 19 marzo del 2002.
In seguito si batte contro la chiusura dell'ospedale Asl di Teano, comparendo anche sugli schermi della televisione.
Colpito da un tumore al pancreas, muore il 25 ottobre 2005 presso l'azienda ospedaliera Sant'Andrea di Roma. I funerali si tengono nella cattedrale di Teano due giorni dopo.
Il comune di Solopaca gli intitola una via, per ricordarlo.

## Genealogia episcopale
La genealogia episcopale è:
- Cardinale Scipione Rebiba
- Cardinale Giulio Antonio Santori
- Cardinale Girolamo Bernerio, O.P.
- Arcivescovo Galeazzo Sanvitale
- Cardinale Ludovico Ludovisi
- Cardinale Luigi Caetani
- Cardinale Ulderico Carpegna
- Cardinale Paluzzo Paluzzi Altieri degli Albertoni
- Papa Benedetto XIII
- Papa Benedetto XIV
- Cardinale Enrico Enriquez
- Arcivescovo Manuel Quintano Bonifaz
- Cardinale Buenaventura Córdoba Espinosa de la Cerda
- Cardinale Giuseppe Maria Doria Pamphilj
- Papa Pio VIII
- Papa Pio IX
- Cardinale Alessandro Franchi
- Cardinale Giovanni Simeoni
- Cardinale Vincenzo Vannutelli
- Cardinale Giovanni Battista Nasalli Rocca di Corneliano
- Cardinale Marcello Mimmi
- Arcivescovo Giacomo Palombella
- Cardinale Michele Giordano
- Vescovo Francesco Tommasiello